# 盧遜
| 姓名         | 盧遜       |
| 出身地       | -          |
| 職官         | 南鄭関守将 |
| 陣営・所属等 | 劉禅       |
| 家族・一族   | -          |

盧 遜（ろ そん）は、中国の通俗歴史小説『三国志演義』に登場する架空の武将。
蜀漢の将として、『演義』第116回に登場する。南鄭関を守備し、蜀漢を滅ぼそうと進軍してきた鍾会率いる魏軍を迎え撃つ。連弩を擁した伏兵を使って、まず関の前の木橋に差し掛かった魏の先鋒許儀を撃退する。次いで、鍾会が自ら攻め寄せてくると、これに対しても激しく弓矢を浴びせ、これを後退させる。そこへ、盧遜は自ら兵を率いて橋へ向けて出撃し、鍾会は逃げようとしたところ、足下の橋の一部が崩れ落ち、馬が動けなくなってしまう。鍾会は徒歩で逃げようとしたが、盧遜が追いつき槍を繰り出そうとする。しかし、そこへ魏の兵士荀愷が放った矢が盧遜に命中し、盧遜は落馬、死亡している。
南鄭関を陥落させた鍾会は、荀愷を護軍に昇進させた一方で、橋を整備していなかった罪を問い、許儀を処刑している。